# Joodse begraafplaats (Ter Apel)
De Joodse begraafplaats in Ter Apel dateert van 1886. Ze is gelegen in een bos, nabij de Schotslaan. Er staan 35 grafstenen, waarvan een groot deel van de familie De Jonge. De oudste steen is uit 1887 (Mozes Josef).
In Ter Apel woonde in de negentiende eeuw een kleine joodse gemeenschap. In 1883 werd een synagoge gesticht en in 1886 een begraafplaats aangelegd. Ter Apel fungeerde als een regionaal centrum voor de in de omgeving wonende joodse bevolking. In de twintiger jaren van de 20e eeuw woonden er circa 60 joden in Ter Apel. Bijna alle joden uit Ter Apel zijn in de Tweede Wereldoorlog door de Duitsers weggevoerd en in de vernietigingskampen vermoord. Er is een monument in Ter Apel opgericht ter nagedachtenis aan de 49 slachtoffers van de Holocaust.

## Overige Joodse begraafplaatsen in de voormalige gemeente Vlagtwedde
Er werden ook veel Joden uit Ter Apel begraven op de begraafplaatsen die liggen binnen de toenmalige gemeente Vlagtwedde. Het zijn de begraafplaatsen in Hebrecht, De Maten en Ter Borg. Zie hiervoor Joodse begraafplaatsen (Vlagtwedde).